# 조선의 문화
이 문서는 조선의 문화에 대해 설명한 글이다.

## 조선 초기의 문화
한국의 전 역사를 통하여 문화사상 가장 빛나는 업적은 무엇보다도 세종대왕의 훈민정음 제정이었다. 세종은 1446년에 최만리 등 고루한 학자들의 반대를 일축하고, 한민족 최대의 문화적 창조물인 한글을 창제, 반포하였다. 민족의식의 대두와 문자의 실용성에 착안하여 한자에서 음절 단위의 원리를 채용함과 동시에 알파벳 문자에서 단음요소의 원리를 채택하여 한국 고유의 문자를 만든 것은 세계에 자랑할 수 있는 가장 우수한 과학적인 문자의 하나로서 민족문화의 굳건한 토대를 마련하였다. 그리하여 이 문자로 <용비어천가>·〈석보상절〉·〈월인천강지곡〉 등을 지어 간행했으며, 그 뒤에는 여러 가지 불경과 두보의 시 등이 한국어로 번역되었고 후기에 이르러서는 실학사상 이 보급되면서부터는 신경준·황윤석·유희 등의 학자가 나와 이 방면에 깊은 연구업적을 남겼다.
왕권이 안정됨에 따라 각종 서적의 편찬 사업이 활발히 일어났다. 우선 역사는 정치의 귀감으로서, 지지는 정치의 자료로서 절대 필요한 것이었기 때문에 초기부터 활발한 움직임을 보이면서 사서로서는 《고려사》, 《고려사절요》 등 전조의 역사와 한편으로는 조선 역대왕의 실록이 대대로 편찬, 보관되었다.세조때부터는 《국조보감》이 편찬되어 그 뒤에도 계속되었고, 성종때는 중국의 《자치통감》을 본받아 《동국통감》이 만들어졌다. 지지로는 세종 때의 《팔도지리지》, 《세종실록지리지》, 《동국여지승람》 등이 편찬되었다.
조선에서는 건국 초기부터 그 편찬에 착수하여 《조선경국전》, 《경제육전》, 《육전등록》 등의 뒤를 이어 만세성법으로서 종합적으로 재편성하여 이루어진 것이 성종 때의 《경국대전》이었다. 그러나 그 뒤 부분적인 개혁이 있었으므로 영조 때의 《속대전》 정조 때의 《대전통편》 고종 때의 《대전회통》 등의 편찬을 보게 되었다. 정조는 궐내에 규장각을 두고 재주 있는 문사를 뽑아 학문의 연구와 서적편찬에 종사케 했고, 《홍재전서》라는 자신의 문집을 남기는 한편 《대학유의》, 《주서백선》, 《오경백선》 등 왕이 친히 편찬한 것도 있었다.
(조선 후기 문화 발췌)
조선 왕조 초에는 과학과 기술이 크게 발달하여 여러 가지 발명과 저술이 출현하였다. 농업에 관해서는 《농사직설》, 강희맹이 지은 《사시찬요》, 《잠서》 등이 편찬되었다. 한편 천문학 또한 크게 발달하여 측우기와 천문관측기인 대·소 간의, 천구의인 혼천의, 해시계인 앙부일영, 물시계인 자격루 등이 만들어졌는데 장영실 등의 공이 컸다. 군사에서는 《동국병감》, 《병장도설》 등의 병서와 화포·병선이 제작되었으며, 의학서로는 《향약집성방》, 《의방유취》, 《동의보감》 등이 편찬되었다. 이러한 국가의 편찬 사업은 인쇄술의 발달을 가져와서 계미자·갑인자 등의 금속 활자가 대량으로 주조되었고, 그 후 인쇄술은 더욱 발달하여 각종 활자의 출현을 보게 되었다.
조선 왕조의 양반들은 미술을 장인들이 하는 일이라 하여 천시하였다. 양반으로서 미술을 즐긴다는 것은 여기에 불과했고 이러한 경향이 회화에서 문인화라고 불리는 수묵화를 유행시켰다. 조선 초의 화가로는 양반 출신의 강희안, 화원이었던 안견·이상좌·최경 등이 있었다 서예|서도에서는 안평대군·양사언·한호 등이 명필로 이름이 높았으나 대체로 전래의 것을 고수하려는 경향이 농후했다. 공예에서는 조선자기의 대표적인 것으로 높이 평가되는 백자가 있었다. 조선 초기 이후 자기는 차츰 가냘프고 곡선적인 형태에서 벗어나 소박하고 순수한 직선적 형태로 변했다.

## 조선 중기의 문화
되풀이되는 사화로 많은 학자들이 지방으로 내려가서 사색적이고 이론적인 학문의 연구와 후진 교육에 보다 많은 노력을 기울였다. 그들의 비위에는 우주와 인간의 근본을 탐구하는 추상적이고 형이상학적인 주자학과 같은 학문이 적합한 것이었다. 이리하여 일시에 주자학의 대가를 배출하여 그 융성은 극에 달하게 되었다.
같은 주자학이라도 여기에는 두 가지 계통이 있었다. 그 하나는 주리파(主理派)요, 다른 하나는 주기파(主氣派)였다. 주리파의 선구자는 이언적(李彦迪)이며, 이를 대성한 이는 이황이었다. 이황은 이기이원론(理氣二元論)의 입장에서 주자학을 마음의 학문으로 심화하였다. 이황 이후 주리파는 유성룡(柳成龍)·김성일(金誠一)·정구(鄭逑) 등 제자들이 영남학파(嶺南學派)로서 계통을 이어 내려왔다. 주기파의 선구자는 서경덕이었으며, 그 뒤 기대승이 나서 이황과 논쟁을 폄에 이르러 주기파가 세를 떨쳤는데, 이를 대성한 이가 이이였다.
본래 주기설은 우주의 근원적 존재를 신비적인 이(理)보다는 물질적인 기(氣)에서 구하는 입장이다. 그리하여 이 주기파에서는 사물의 법칙성을 객관적으로 파악하려는 입장에 서는 것이다. 이 주기파는 이이의 학우인 송익필(宋翼弼), 그의 제자인 김장생 등 소위 기호학파(畿湖學派)에 계승되었다.
한문학적인 경향이 짙은 경기체가(景幾體歌)나 악장(樂章)을 대신하여 조선 중기에는 가사(歌辭)가 크게 발달하였다. 가사를 대성한 이는 정철(鄭澈)이며, 그는 〈관동별곡(關東別曲)〉을 비롯하여 많은 훌륭한 작품을 남겼다!

또한 고려 말기 이래로 시조(時調)가 발생하더니 조선 왕조에 들어와서는 더욱 발전하여 조선 왕조 국문학의 대표적인 한 분야가 되었다. 조선 왕조의 시조문학은 박인량·신흠 등을 거쳐 윤선도에 이르러 대성되었다. 물론 이 밖에도 무수한 시조 작가들이 있었고, 그들이 읊은 제재(題材)도 갖가지였다. 그런 중에서 최대의 시조 작가 윤선도의 작품에는 자연에 대한 동경이 짙게 나타나 있다.
특히 달마와 같은 선승과 신선을 주로 그렸는데, 이는 17세기 초의 이단 사상의 유행과 짝을 이루는 화단의 이단이었고 명나라 저장 지방 화단의 영향을 받은 것이기도 하였다. 그러다가 17세기 말 이후로 청초 남종화가 전래되면서 그 영향을 받기 시작했다
그러나 18세기의 영·정 시대에 진경산수가 등장했고 이 시기에 활발하게 일어나고 있던 의궤와 국방 지도 제작에 화원들이 참가하여 한국의 산수를 그려 넣는 과정에서 개성 있는 화풍을 발전시킬 수 있게 되었다
18세기 중엽에 천기·진기주의 문학을 강조하던 김창업, 김창협, 김창흡의 후원은 받은 영조대의 정선이 진경산수의 대가로 등장하게 되었다 양반 출신으로서 화원이 된 그는 금강산을 비롯하여 한양 주변의 수려한 경관을 독특한 필치로 그려냈는데, 날카로운 바위산은 선묘로, 부드러운 흙산은 묵묘로 처리한 것이 특징이다
김홍도는 현감을 지낸 양반이었으나 정조의 각별한 사랑을 받고 궁정 화가의 중심인물이 되었다. 그는 정조의 화성 행차와 관련된 병풍, 행렬도, 의궤 등 궁중 풍속을 많이 그렸는데, 이는 기록화의 의미를 지닌 까닭에 섬세하고 정교한 필치를 더 필요로 하였다.
김홍도는 밭갈이·추수·집짓기·대장간·씨름·풍악놀이·혼인풍속 등 농촌서민들의 생활상을 낙천적이고 익살스런 필치로 묘사하였다. 이는 정조 시대의 밝고 활기찬 사회상을 반영하는 것이기도 하다. 비슷한 화풍을 지닌 김득신·김석신 형제도 정조 때 활약했다 김홍도와 같은 시기에 활약한 신윤복은 김홍도와 대조적으로 주로 도시인의 풍류 생활과 부녀자의 풍속을 감각적이고 해학적인 필치로 묘사하였다.
심사정은 18세기 화가로서 정교하고 세련된 필치의 산수를 잘 그려 정선의 그림과는 대조를 보였다.
정조 때의 이인상·강세황은 뛰어난 문인화가였다.
특히 강세황은 시·서·화의 삼절로 널리 알려진 인물인데, 그는 서양 수채화의 기법을 동양화와 접목시켜 새로운 산수화풍을 성립시켰다.
조선 후기에는 공예 예술도 발전하였다.
그릇 공예에서는 종전의 분청사기가 자취를 감추고, 다종다양한 형태의 청화백자가 널리 유행하였다. 흰 바탕에 푸른 유약을 발라 꽃·새·산수·인물 등 다양한 그릇을 넣어 예술성이 높아졌는데, 중국에서 수입하던 푸른 유약을 자체 개발·생산한 것이 큰 원인이었다.
그리고 장롱, 책상, 소반, 의자 등 실생활과 문방구로서 실제 기능을 가진 목공예의 발전은 조선 후기 산업 발달에 따라 주민 생활의 문화 수준이 높아지면서 나타난 현상이다. 특히 쇠뿔을 쪼개어 아름다운 무늬를 표현하는 화각  공예의 발달은 조선 특유의 멋이기도 하였다.

### 서민 문화

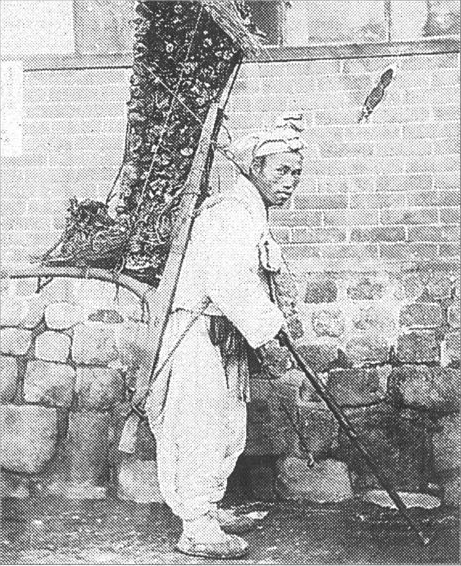
조선 말기의 땔감장수 또는 나뭇꾼

조선 후기의 문학작품이 판소리와 잡가, 소설과 가면극의 형태로 나타난 것도 이 시대 문학의 주요 특징이다. 그러나 판소리는 지방마다 창법이 달라 서편제·동편제의 구별이 있었다.
각종 가면을 쓰고 노래와 춤으로 엮어지는 가면극(탈춤)은 19세기에 이르러 더욱 정리되고 성행되었는데, 황해도 〈봉산탈춤〉〈강령탈춤〉, 안동의 〈하회탈춤〉, 송파의 〈산대놀이〉, 통영의 〈오광대놀이〉, 함경도 북청의 〈사자춤〉이 유명하다. 탈춤은 무당의 굿판과 연계되어 뒤풀이로 벌어지는 것이 관례로서, 내용은 귀신을 축복하고 양반사회를 풍자하는 것이 중심을 이루었다.
19세기에는 대중소설이 유행하여 민간부녀자 사이에 널리 인기를 끌었다. , 특히 19세기 중엽에 완월 방대한 분량으로 효제충신의 내용을 담은 것이다. 또한 농촌의 세시풍속을 노래한 〈농가월령가〉, 한양의 아름다움과 번영을 노래한 〈한양가〉, 중국의 사행을 노래한 〈연행가〉, 그리고 〈규방가사〉도 널리 불렸다. 이 밖에 꼭두각시극과 같은 인형극이 유행했다
19세기의 그림은 한양의 도시적 번영과 한양 양반들의 귀족적 취향을 반영하여 화려하고 세련된 모습으로 발전하였다.

## 같이 보기
- 조선
- 조선의 학문
- 조선의 예술
- 조선의 어문학
  - 조선 전기의 문학
  - 조선 후기의 문학
- 조선의 과학과 기술
- 조선의 종교
- 조선의 출판

## 참고 문헌
- 《글로벌 세계대백과사전》,  〈조선 왕조의 경제·사회적 구조〉
- 《글로벌 세계대백과사전》,  〈양반관료의 문화〉
- 《글로벌 세계대백과사전》,  〈양반문화의 융성〉
- 《글로벌 세계대백과사전》,  〈실학의 융성〉
- 《글로벌 세계대백과사전》,  〈서민예술〉
- 《글로벌 세계대백과사전》,  〈19세기 전반의 개혁사상〉